# NHK Hall
La NHK Hall (NHKホール?, NHK Hōru) è una sala concerti situata all'interno dell'NHK Broadcasting Center, il quartiere generale dell'azienda radiotelevisiva pubblica giapponese NHK. La sala ospita regolarmente gli spettacoli della NHK Symphony Orchestra, oltre ad altri tipi di eventi quali i Japan Music Awards (nel 1979) e lo speciale di Capodanno Kōhaku uta gassen.
La NHK Hall originale aprì nel 1955 a Uchisaiwaichō, ospitando negli anni successivi programmi televisivi musicali quali Song Plaza e Personal Secrets. Nel 1973 fu inaugurata una nuova NHK Hall a Shibuya, all'interno dell'NHK Broadcasting Center.
L'acustica della sala fu curata dalla Nagata Acoustics, mentre l'equipaggiamento strumentale è fornito dalla Toa Corporation.